# Michael Heidelberger
Michael Heidelberger (Nova Iorque, 29 de abril de 1888 – 25 de junho de 1991) foi um imunologista estadunidense. Ele e Oswald Avery mostraram que os polissacarídeos do streptococcus pneumoniae são antígenos, possibilitando-lhe mostrar que os anticorpos são proteínas. Passou a maior parte de sua carreira na Universidade Columbia, sendo nos seus últimos anos de vida membro da faculdade da Universidade de Nova Iorque. Em 1934 e 1936 recebeu uma bolsa Guggenheim. Em 1967 recebeu a Medalha Nacional de Ciências. Também recebeu o Prêmio Albert Lasker de Pesquisa Médica Básica de 1953. Seus artigos científicos estão resguardados na National Library of Medicine em Bethesda, Maryland.